# Cuerdale
Cuerdale – civil parish w Anglii, w Lancashire, w dystrykcie South Ribble. W 2001 civil parish liczyła 36 mieszkańców.